# Angra Mainyu

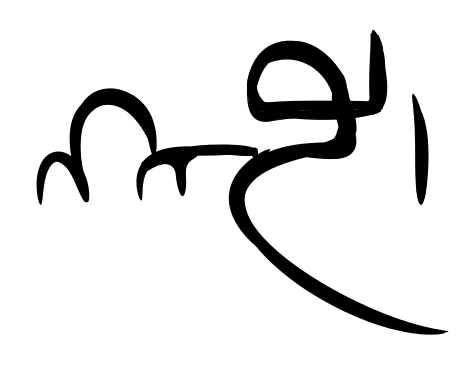
"Ahreman" in alfabeto pehlevico, tradizionalmente scritto capovolto

Nello zoroastrismo, Angra Mainyu (traslitterazione dall'avestico Aŋra Mainiiu, in pahlavico Ahreman e Arimane, in fārsì Ahriman) è il nome dello spirito malvagio guida di una schiera di demòni indicati come daēva.
È una entità spirituale malvagia e distruttrice, l'avversario di Ahura Mazda, lo spirito del bene che guida degli angeli indicati come Ameša Spenta.

## Origine
L'origine di Angra Mainyu è dibattuta dagli studiosi. Alcuni lo intendono come una creatura spirituale celeste del dio unico creatore Ahura Mazdā e a lui successivamente ribellatasi per libera scelta.
(Mircea Eliade. Zarathustra e la religione iranica, in: Storia delle credenze e delle idee religiose  vol. I. Milano, Rizzoli, 2006, pag. 331 e 337)
(Jacques Duchesne-Guillemin. L'Iran antico e Zoroastro in Storia delle religioni (a cura di Henri-Charles Puech), vol. 2. Bari, Laterza, 1977, pag. 146)
Altri studiosi lo intendono invece come un essere originario contrapposto fin dall'inizio dei tempi al Dio unico Ahura Mazdā.
(Gherardo Gnoli. Le religioni dell'antico Iran e Zoroastro in Giovanni Filoramo (a cura di) Storia delle religioni vol. 1 Le Religioni antiche. Bari, Laterza, 1994, pag. 400)
Studiosi ritengono che la figura di Angra Mainyu sia equivalente alla figura di Satana; nell'antica religione Mazdeista infatti, Angra Mainyu era l'angelo caduto che scelse liberamente la sua natura e la sua vocazione malefica, divenendo un'entità malvagia e distruttrice, guida di una schiera di angeli malvagi che si trascina con sé (chiamati Daeva) e contrapposti al Dio unico (chiamato Mazda) che viene assistito dai suoi 7 angeli del bene (spiriti santi il cui capo è Spenta Mainyu e gli altri 6 sono chiamati Ameša Spenta), e nello stesso identico modo nella successiva religione ebraica Satana era l'angelo caduto, divenendo un'entità malvagia, guida di una schiera di angeli malvagi che si trascina con sé (chiamati Demoni) e contrapposti al Dio unico (chiamato Yhwh) che viene assistito dai suoi 7 angeli del bene (con Michele alla guida di altri 6) evidenziando il fin troppo ovvio spunto che la popolazione ebraica aveva tratto nel periodo dopo il ritorno dall'esilio in Babilonia (VI secolo a.C.).
Le forze malvagie possono essere maschili o femminili. I seguaci del demone femminile Drud ("menzogna", "inganno") erano detti drugwan. Lo spirito maligno della cupidigia e dell'ira Aēshma ("devastatore") è divenuto, nel libro biblico di Tobia (3, 8) il diavolo Asmodeo che uccide i sette mariti di Sara nella prima notte di nozze, fino a quando Tobia non lo caccia via con l'aiuto dell'arcangelo Raffaele.

## Nella cultura occidentale moderna
Voltaire lo cita nel Dizionario filosofico alla voce "Bene (Tutto è bene)".. Giacomo Leopardi, nell'inno Ad Arimane (abbozzo del 1833), lo definisce «Re delle cose autor del mondo, arcana malvagità, sommo potere e somma intelligenza, eterno dator dei mali e reggitor del moto».

### Rudolf Steiner
Rudolf Steiner attribuirà ad Arimane una natura malvagia da identificare con quella mefistofelica o satanica, distinguendolo così da Lucifero. Egli ne parla nel suo trattato esoterico sulla scienza occulta a proposito dell'era post-atlantica:
(Rudolf Steiner, La scienza occulta nelle sue linee generali, pag. 115, trad. di E. De Renzis ed E. Battaglini, Bari, Laterza, 1947)
Secondo Steiner, mentre Lucifero opera occultando nell'uomo le sue facoltà spirituali interiori che gli consentirebbero di prendere coscienza della propria essenza animica, Arimane agisce sulle sue percezioni esteriori, sulle sensazioni e sui sensi, nascondendogli la percezione delle forze spirituali responsabili dei fenomeni naturali di cui l'uomo in origine aveva chiara percezione e cognizione.
Una forza malefica ancora più antica di Arimane è infine quella degli Asura, che comincerebbe a far sentire i suoi influssi solo a partire dall'epoca attuale e sempre più in avvenire.

## Nella cultura di massa
- Angra Mainyu compare nella visual novel giapponese Fate/stay night, nel suo seguito Fate/hollow ataraxia e nella light novel prequel Fate/Zero. In tale universo narrativo egli ricopre un ruolo chiave in diverse vicende: evocato dalla famiglia Einzbern come servant di classe avenger durante la terza guerra del Santo Graal, verrà successivamente sconfitto perché rivelatosi troppo debole. Assimilato dal Graal, ne prenderà il controllo corrompendolo: tale avvenimento sarà un evento cardine sulla quale gireranno intorno le cronache delle guerre successive.[10]
- Ahriman è anche l’antagonista principale di Prince of Persia.